# Кустос
Кустос (од лат. custos – чувар, надзорник, стражар) је стручњак одговоран за сакупљање, чување, проучавање, тумачење и излагање предмета у музеју, галерији, архиву, библиотеци (за посебне збирке) или другој установи културе која баштини збирке од културног, уметничког, историјског или научног значаја. Улога кустоса је кључна у очувању културног наслеђа и његовом представљању јавности.

## Етимологија и дефиниција
Реч "кустос" потиче од латинске речи custos (множина: custodes), што значи "чувар", "стражар" или "надзорник". У савременом контексту, кустос је више од само чувара; он је стручњак који активно ради са збиркама, истражује их и осмишљава начине њихове презентације и интерпретације.
Према дефиницији Међународног савета музеја (ICOM), кустоси су одговорни за управљање музејским збиркама. Њихове дужности укључују препоруке за набавку предмета, идентификацију и бележење предмета који улазе у збирку, истраживање збирки, као и пружање информација другим истраживачима и јавности.

## Одговорности и задужења
Специфичне дужности кустоса могу варирати у зависности од величине и врсте институције, као и од природе збирке за коју је задужен. Неке од кључних одговорности су:
- Формирање и управљање збиркама: Предлагање набавке нових предмета (куповином, поклоном, легатом), вођење евиденције о предметима (инвентарисање, каталогизација), учествовање у процени вредности и аутентичности.
- Заштита и конзервација: Брига о адекватним условима чувања предмета, праћење њиховог стања и сарадња са конзерваторима и рестаураторима на превентивној заштити и интервенцијама.[4]
- Истраживање: Проучавање предмета и збирки, њиховог порекла, историјата, значаја и контекста. Резултати истраживања се објављују у стручним публикацијама, каталозима и на изложбама.
- Организовање изложби: Осмишљавање концепције сталних поставки и повремених (тематских, студијских, монографских) изложби, одабир предмета, писање текстова за изложбу и каталог, сарадња са дизајнерима и техничком службом на поставци.
- Интерпретација и едукација: Чињење збирки и изложби разумљивим и приступачним публици кроз текстове, легенде, стручна вођења, предавања, радионице и друге образовне програме.
- Документација: Вођење стручне документације о предметима, збиркама и изложбама.
- Сарадња: Сарадња са другим кустосима, музејским стручњацима, научницима, истраживачима, као и са другим институцијама у земљи и иностранству.

## Врсте кустоса и области специјализације
Кустоси се често специјализују за одређене области или врсте збирки:
- Према врсти материјала: кустос за сликарство, вајарство, графику, примењену уметност, археолошке збирке, етнолошке збирке, историјске збирке, нумизматичке збирке, фотографију, итд.
- Према периоду: кустос за праисторијску уметност, античку уметност, средњовековну уметност, модерну уметност, савремену уметност.
- Према географском или културном подручју: нпр. кустос за афричку уметност, азијску уметност.
- Гостујући кустос: Стручњак ангажован за реализацију одређене изложбе или пројекта, који није стално запослен у институцији.

## Образовање и вештине
Занимање кустоса захтева високо образовање, најчешће из области историје уметности, археологије, етнологије и антропологије, историје, или других сродних друштвено-хуманистичких наука. Често је потребна и додатна специјализација или мастер студије из музеологије или управљања наслеђем.
Потребне вештине укључују:
- Стручно знање из области за коју је кустос специјализован.
- Истраживачке и аналитичке способности.
- Вештине писања (за каталоге, стручне текстове, изложбене легенде).
- Организационе и пројектне вештине.
- Комуникацијске вештине (за рад са публиком, медијима, колегама).
- Познавање принципа заштите и конзервације.
- Познавање страних језика.

## Кустоси у Србији
У Србији кустоси раде у бројним музејима, галеријама и другим установама културе. Њихово образовање се стиче на одговарајућим катедрама филозофских факултета (нпр. Одељење за историју уметности, археологију, етнологију и антропологију Филозофског факултета у Београду), као и на специјализованим мастер програмима. Музејско друштво Србије и друге струковне организације доприносе професионалном развоју кустоса.